# Cnaphalocrocis trebiusalis
Cnaphalocrocis trebiusalis là một loài bướm đêm trong họ Crambidae.